# Diospilus fasciatus
Diospilus fasciatus är en stekelart som beskrevs av Granger 1949. Diospilus fasciatus ingår i släktet Diospilus och familjen bracksteklar. Inga underarter finns listade i Catalogue of Life.